# 라오스의 대외 관계
라오스는 1975년 12월, 파테트라오가 정권을 장악한 이후, 서방에 대해 적대적인 자세를 취하였다. 라오스 정부는 동구권과 동맹을 맺었으며, 소련과 긴밀한 관계를 유지하고 대외 원조 대부분을 소련에 크게 의존하였다. 라오스는 또한 베트남과 "특별한 관계"를 유지하였고, 1977년에 우호 및 협력 조약을 공식화하여 중국과의 긴장을 초래하였다.
소련의 붕괴와 베트남의 지원 능력 감소로 인해, 라오스는 지역 이웃 국가들과의 관계 개선을 모색하였고, 파키스탄, 사우디아라비아, 중국, 튀르키예, 오스트레일리아, 프랑스, 일본, 스웨덴 등 여러 국가와의 관계를 개선하고 확대함으로써 국제적 고립에서 벗어났다. 미국과의 무역 관계는 2004년에 정상화되었다. 라오스는 1997년 7월, 동남아시아 국가 연합(ASEAN)에 가입하였으며, 1998년에 세계무역기구(WTO) 가입 신청을 하였다. 2005년에는 제1회 동아시아 정상회의에 참석하였다.

## 대외 관계

### 대한민국
코라오홀딩스(Ko-Laoholdings)는 라오스에 진출한 대한민국 기업으로, 현재 라오스에서 가장 큰 민간 기업이다.
대한민국과 라오스 간 외교 관계는 1974년 6월 22일에 수립되었으나, 1975년 7월 24일 단절되었다. 이후 1995년 10월 25일에 외교 관계가 재수립되었다.

### 미국
라오스와 미국의 공식 관계는 1950년 미국이 당시 프랑스령 인도차이나 내 반자치령이었던 라오스에 공관을 개설하면서 시작되었다. 이 관계는 1954년 라오스가 독립한 이후에도 유지되었다.
1964년부터 1973년까지 미국은 베트남 전쟁 당시 라오스가 중립국임에도 불구하고 파테트라오 세력을 제거하기 위해 라오스에 대한 폭격을 시작하였다. 이로 인해 라오스는 세계에서 가장 많은 폭격을 받은 국가가 되었으며, 그 결과 미폭발 폭탄과 지뢰 제거를 위한 대규모 노력이 진행되고 있다.
미국 정부는 2006 회계연도에 라오스에 1,340만 달러 이상의 대외 원조를 제공하였으며, 지원 분야는 미폭발 탄약 제거, 보건 및 조류 인플루엔자, 교육, 경제 개발, 그리고 거버넌스를 포함한다.

### 베트남
베트남이 내전 시기 파테트라오에 대한 지도력과 군사력, 지리적 인접성에서 가진 영향력은 계속 존재하겠지만, 라오스는 신경제기구를 도입하여 시장 메커니즘을 경제에 적용하면서 베트남보다 한 발 앞서 나갔다. 이를 통해 라오스는 베트남에 대한 특별한 의존성을 일부 희생하면서도 태국과 중국과의 관계 개선의 문을 열었다.
라오스는 베트남의 경제 및 외교 변화에 따라 같은 정상화 단계에 도달했을 수도 있지만, 단호하게 앞서 나가고 태국과 중국의 제스처에 적극적으로 대응함으로써, 베트남의 동일 목표 달성 시도와는 별개로 기부국, 교역 상대국, 투자자의 범위를 넓혔다. 따라서 베트남은 멘토이자 비상 동맹국으로서 그림자에 머무르고 있으며, 라오스에 대한 지도와 지원은 크게 개발은행과 국제 기업가들로 전환되었다.

### 태국
2006년, 스포츠 코미디 영화 《럭키 루저》의 개봉을 앞두고 라오스-태국 관계가 다소 긴장되었다. 라오스 외교관들은 해당 영화가 라오스 국민을 불쾌하게 하고 2003년 프놈펜 폭동과 유사한 소요 사태를 촉발할 수 있다고 경고하였다. 결국 영화 개봉은 취소되었다.
태국은 라오스가 바다에 접근할 수 있는 주요 통로이자 가장 중요한 교역 상대국이다. 태국과 강한 경제적, 문화적 유대를 유지하고 있음에도 불구하고, 양국이 접한 일부 국경 지역은 불명확하다. 1987년 심각한 국경 충돌이 발생한 지 1년 만에 라오스와 태국 지도자들은 관계 개선 의지를 담은 공동성명을 발표하였다. 이후 양국은 느리지만 꾸준한 진전을 이루었으며, 특히 양국을 연결하는 우정의 다리 건설 및 개통이 중요한 성과로 꼽힌다.

### 프랑스
베트남 점령 이후 프랑스는 1893년과 1904년에 시암과 체결한 조약을 통해 라오스를 프랑스령 인도차이나에 편입시켰다. 제2차 세계 대전 기간 동안 일본군은 프랑스령 인도차이나를 점령하였다. 일본이 항복하자 라오스 민족주의자들은 라오스의 독립을 선언하였으나, 1946년 초에 프랑스 군대가 재점령하였고 라오스에 제한적인 자치권을 부여하였다. 제1차 인도차이나 전쟁 기간 동안 인도차이나 공산당은 라오스 독립을 위해 결성된 파테트라오 저항 조직을 만들었다. 라오스는 베트남 공산주의자들의 프랑스 격파와 1954년 제네바 회담 이후 완전한 독립을 얻었다.

## 같이 보기
- 라오스 주재 외국공관 목록
- 라오스의 재외공관 목록